# Gmina Metlika
Gmina Metlika (słoweń. Občina Metlika) – gmina w Słowenii. W 2002 roku liczyła 8123 mieszkańców.

## Miejscowości
Miejscowości wchodzące w skład gminy Metlika:

- Bereča vas
- Boginja vas
- Bojanja vas
- Boldraž
- Boršt
- Božakovo
- Božič Vrh
- Brezovica pri Metliki
- Bušinja vas
- Dole
- Dolnja Lokvica
- Dolnje Dobravice
- Dolnji Suhor pri Metliki
- Drage
- Dragomlja vas
- Drašiči
- Čurile
- Geršiči
- Gornja Lokvica
- Gornje Dobravice
- Gornji Suhor pri Metliki
- Grabrovec
- Gradac
- Grm pri Podzemlju
- Hrast pri Jugorju
- Jugorje pri Metliki
- Kamenica
- Kapljišče
- Klošter
- Krasinec
- Krašnji Vrh
- Krivoglavice
- Križevska vas
- Krmačina
- Mačkovec pri Suhorju
- Malo Lešče
- Metlika – siedziba gminy
- Mlake
- Okljuka
- Otok
- Podzemelj
- Prilozje
- Primostek
- Radovica
- Radoviči
- Radoši
- Rakovec
- Ravnace
- Rosalnice
- Sela pri Jugorju
- Slamna vas
- Svržaki
- Škemljevec
- Škrilje
- Trnovec
- Vidošiči
- Zemelj
- Želebej
- Železniki